# Aartsbisdom Toulouse
Het aartsbisdom Toulouse, of aartsbisdom Toulouse (-Saint Bertrand de Comminges-Rieux) (Latijn: Archidioecesis Tolosana (-Convenarum-Rivensis); Frans: Archidiocèse de Toulouse (-Saint Bertrand de Comminges-Rieux)) is een in Frankrijk gelegen rooms-katholiek aartsbisdom met zetel in de stad Toulouse. De aartsbisschop van Toulouse is metropoliet van de kerkprovincie Toulouse waartoe ook de volgende suffragane bisdommen behoren:
- aartsbisdom Albi
- aartsbisdom Auch
- bisdom Cahors
- bisdom Montauban
- bisdom Pamiers
- bisdom Rodez
- bisdom Tarbes en Lourdes

## Geschiedenis
Touluse heeft een bisschopszetel sinds de derde eeuw. De eerste bisschop was de heilige Saturnius van Toulouse rond 250. Saturnius ligt begraven in de aan hem gewijde Basilique Saint-Sernin. Bekende bisschoppen in de 13e eeuw waren de troubadour Folquet de Marselha en de heilige Lodewijk van Toulouse.
In 1317 werd Toulouse verheven tot aartsbisdom. Jean Raymond kardinaal de Comminges was de eerste aartsbisschop. Aartsbisschop Odet de Coligny bekeerde zich in 1563 tot het protestantisme en werd vervolgens een van de leidende figuren van de hugenoten.
Op 6 oktober 1822 werd het aartsbisdom omgedoopt tot Toulouse (-Narbonne) en op 19 januari 1935 tot Toulouse (-Narbonne-Saint Bertrand de Comminges-Rieux). In de Tweede Wereldoorlog liet aartsbisschop Jules-Géraud kardinaal Saliège van de kansels in zijn diocees een herderlijke brief voorlezen, waarin hij de jacht op de joden veroordeelde. Sinds 14 juni 2006 is de officiële naam aartsbisdom Toulouse (-Saint Bertrand de Comminges-Rieux). De huidige aartsbisschop is sinds 2021 Guy André Marie de Kerimel de Kerveno.

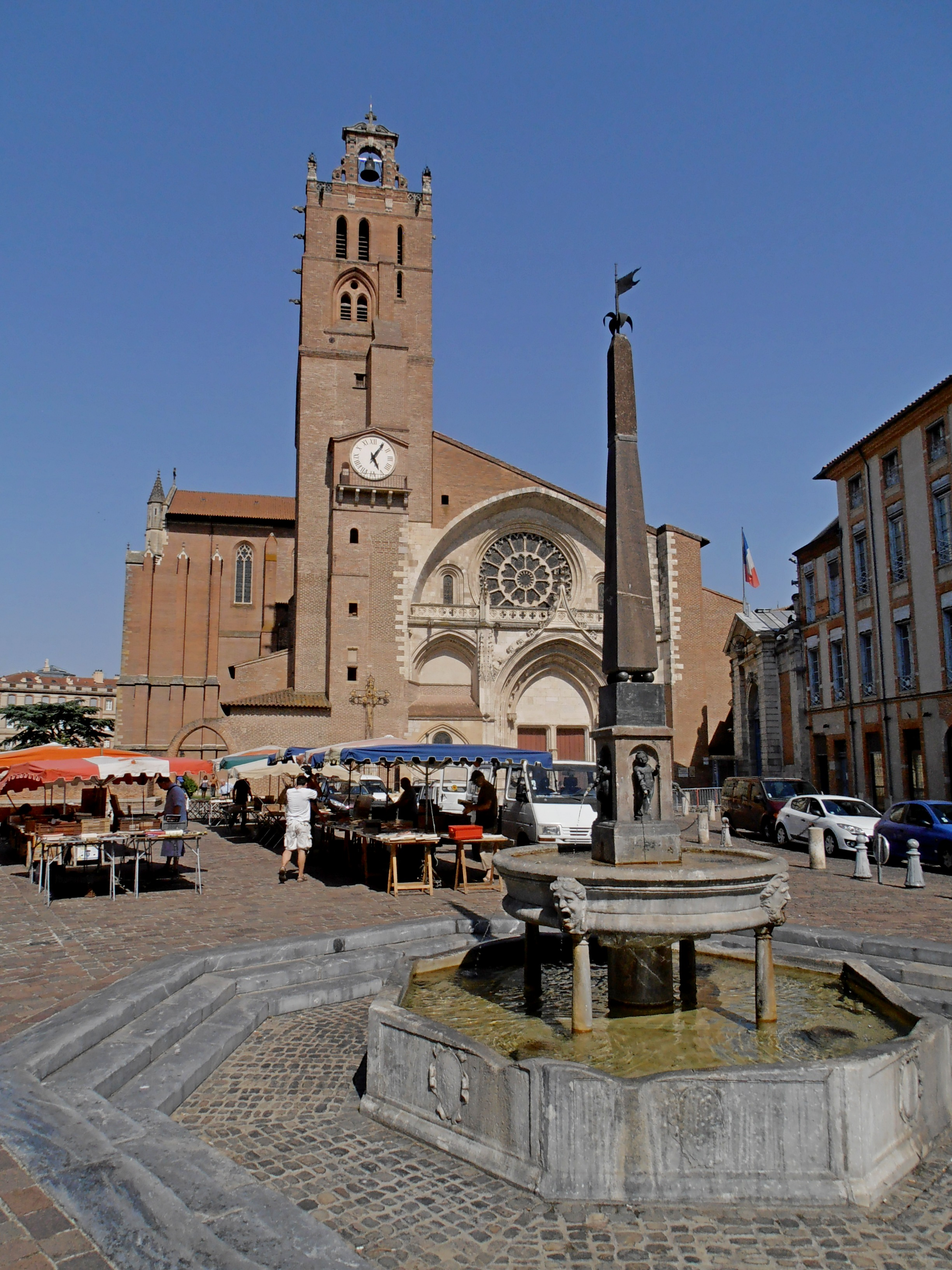
Kathedraal van Toulouse
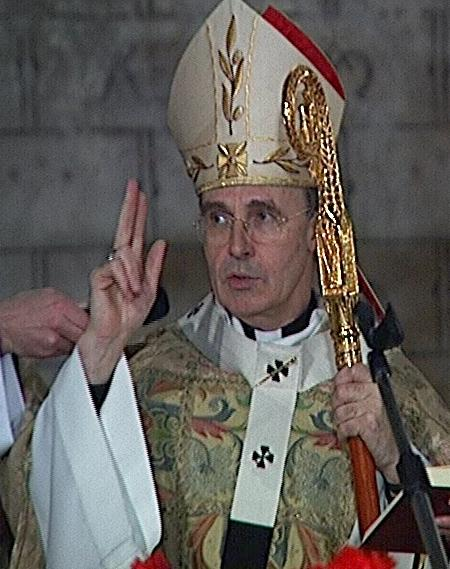
Aartsbisschop Robert Le Gall (2006-2021)